# Бюст Н. Ф. Гамалея
Бюст Н. Ф. Гамалея — бюст советскому микробиологу Николаю Гамалее. Монумент установлен во дворе поликлиники института имени Герцена и биологического корпуса Института Пирогова, в котором академик до самой смерти руководил кафедрой микробиологии. Открытие памятника состоялось 10 ноября 1956 года. Объект культурного наследия народов России федерального значения.

## История
Скульптура представляет собой бронзовый бюст учёного. Он установлен на гранитном постаменте, где золотыми буквами высечена надпись: «Николай Фёдорович Гамалея 1859—1949». Биолог изображён анфас, одетым в костюм-тройку. Авторами проекта являлись скульпторы Семён Яковлевич Ковнер, Наталья Алексеевна Максимченко и архитектор Ефим Вулых.